# Robin Cook (écrivain britannique)
Pour les articles homonymes, voir Robin Cook et Cook.
Œuvres principales
- J'étais Dora Suarez

Robert William Arthur Cook dit Robin Cook, né le 12 juin 1931 à Londres et mort dans la même ville le 30 juillet 1994, est un écrivain britannique, auteur de roman noir.

## Biographie
Fils de bonne famille, un père grossiste en textile et une mère américaine d'origine polonaise, Robin Cook passe sa petite enfance à Londres, puis dans le Kent où la famille s'est retirée en 1937 dans la crainte de la guerre. Après un bref passage au Collège d'Eton, une seule année, en 1944, il quitte le milieu familial et vit deux années à Londres, se frottant à la loi de la rue. Il effectue ensuite son service militaire en Allemagne puis travaille quelque temps dans l'entreprise familiale, comme vendeur de lingerie.
Il passe les années 1950 successivement à Paris au Beat Hotel (où il côtoie William Burroughs et Allen Ginsberg et découvre l’œuvre de Jean-Paul Sartre) et danse dans les boîtes de la Rive gauche, à New York, où il se marie, enseigne l'italien et monte un trafic de tableaux vers Amsterdam, et en Espagne, où il séjourne en prison pour ses propos sur le général Francisco Franco dans un bar et est trafiquant de voiture.
En 1960, il rentre à Londres, où il accepte d'être un prête-nom pour Charlie Da Silva, un proche collaborateur des jumeaux Kray. Interrogé par la police néerlandaise à propos d'une escroquerie d'assurances liée au vol supposé d'une toile de Rembrandt, il prétend avoir définitivement renoncé à son passé de criminel en faveur d'une nouvelle vie d'écrivain. Il est aussi reporter pendant la guerre d'Algérie, chroniqueur mondain pour l'Evening Standard, taxi de nuit à Londres et viticulteur en Italie.
Signé Robin Cook, son premier roman, intitulé Crème anglaise (The Crust on its Uppers, 1962), le récit sans concessions d'une descente aux enfers délibérée d'un homme dans le milieu des truands londoniens, obtient à sa publication un succès de scandale immédiat. Suivront des romans de plus en plus noirs et d'un réalisme sordide quasi documentaire, notamment Comment vivent les morts (How The Dead Live, 1986) ; Cauchemar dans la rue (Nightmare In The Street, 1988) ; J'étais Dora Suarez (I Was Dora Suarez, 1990) et Quand se lève le brouillard rouge (Not Till the Red Fog Rises, 1994).
À cause de l'écrivain de polars médicaux Robin Cook, il doit adopter le pseudonyme de Derek Raymond pour le marché anglo-saxon. En France, il continue d'être édité sous son vrai nom, ce qui cause quelque confusion avec son homonyme.
Après avoir bourlingué de par le monde, s'être installé en France, dans un village de l'Aveyron, en 1974, et avoir exercé toutes sortes de petits boulots, il est décédé à son domicile à Kensal Green, dans le nord-ouest de Londres, le 30 juillet 1994.
Son autobiographie, The Hidden Files, publiée en 1992, est parue en français sous le titre Mémoire vive (1993).

## Œuvre

### Romans

#### SérieFactory
- He Died With His Eyes Open (Secker & Warburg, 1984) - Prix Mystère de la critique, meilleur roman étranger 1984 Publié en français sous le titre On ne meurt que deux fois, traduit par Jean-Bernard Piat, Paris, Gallimard, coll. « Série noire » no 1919, 1983  (ISBN 2-07-048919-1) ; réédité dans la même traduction, mais en raison d'un problème de copyright sous le titre modifié Il est mort les yeux ouverts, Paris, Gallimard, coll. « Folio » no 2078, 1989  (ISBN 2-07-038166-8) ; réédition, Paris, Gallimard, coll. « Folio policier » no 95, 1999  (ISBN 2-07-040835-3)
- The Devil's Home On Leave (Secker & Warburg, 1984) Publié en français sous le titre Les mois d'avril sont meurtriers, traduit par Jean-Bernard Piat, Paris, Gallimard, coll. « Série noire » no 1967, 1984  (ISBN 2-07-048967-1) ; réédition, Paris, Gallimard, coll. « Folio » no 2707, 1985  (ISBN 2-07-039322-4) ; réédition, Paris, Gallimard, coll. « Folio policier » no 130, 2000  (ISBN 2-07-041035-8) ; réédition avec une présentation de Nathalie Kuperman, Paris, Gallimard, coll. « Folio policier » no 130, 2015  (ISBN 978-2-070-46422-7)
- How The Dead Live (Secker & Warburg, 1986) - Trophée 813 du meilleur roman 1986 Publié en français sous le titre Comment vivent les morts, traduit par Jean-Bernard Piat, Paris, Gallimard, coll. « Série noire » no 2049, 1986  (ISBN 978-2-07-049049-3) ; réédition, Paris, Gallimard, coll. « Folio policier » no 292, 2003  (ISBN 2-07-042742-0)
- I Was Dora Suarez (1990) - Trophée 813 de la meilleure traduction 1990 Publié en français sous le titre J'étais Dora Suarez, traduit par Jean-Paul Gratias, Paris, Rivages, coll. « Rivages/Thriller », 1990  (ISBN 2-86930-335-1) ; réédition, Paris, Rivages, coll. « Rivages/Noir » no 116, 1991  (ISBN 2-86930-476-5) ; réimpression 2016  (ISBN 978-2-7436-3622-7)
- Dead Man Upright (1993) Le Mort à vif, traduit par Jean-Paul Gratias, Paris, Rivages, coll. « Rivages/Thriller », 1993  (ISBN 2-86930-695-4) ; réédition, Paris, Rivages, coll. « Rivages/Noir » no 241, 1996  (ISBN 978-2-7436-0055-6)

#### Autres romans
- The Crust On Its Uppers (New Authors Ltd, 1962) Publié en français sous le titre Crème anglaise, traduit par France-Marie Watkins et Marcel Duhamel, Paris, Gallimard, coll. « Série noire » no 1042, 1966  (ISBN 978-2-07-049547-4) ; réédition, Paris, Gallimard, coll. « Carré noir » no 443, 1982  (ISBN 2-07-043443-5)
- Bombe Surprise (Hutchinson, 1963) Publié en français sous le titre Bombe surprise, traduit par Jean Esch, Paris, Joelle Losfeld, 1993  (ISBN 2-909906-09-4) ; réédition, Paris, Rivages, coll. « Rivages/Noir » no 260, 1996  (ISBN 2-7436-0153-1)
- The Legacy of the Stiff Upper Lip (Hutchinson, 1966) Publié en français sous le titre Un écart de conduite, traduit par Jean-Paul Gratias, Paris, Payot & Rivages, 2012  (ISBN 978-2-7436-2363-0) ; réédition, Paris, Rivages, coll. « Rivages/Noir » no 1014, 2016  (ISBN 978-2-7436-3630-2)
- Public Parts And Private Places (Hutchinson, 1967) Publié en français sous le titre Vices privés, vertus publiques traduit par Jean-Paul Gratias, Paris, Terrain Vague, coll. « Bibliothèque de l'insolite », 1990  (ISBN 2-85208-126-1) ; réédition, Paris, Rivages, coll. « Rivages/Noir » no 166, 1993  (ISBN 2-86930-696-2)
- A State Of Denmark (Hutchinson, 1970) Publié en français sous le titre Quelque chose de pourri au royaume d'Angleterre, traduit par Jean-Paul Gratias, Paris, Payot & Rivages, coll. « Écrits noirs », 2003  (ISBN 2-7436-1071-9) ; réédition, Paris, Payot & Rivages, coll. « Rivages/Noir » no 574, 2005  (ISBN 2-7436-1442-0)
- The Tenants Of Dirt Street (MacGibbon & Kee, 1971) Publié en français sous le titre La Rue obscène, traduit par Jean-Paul Gratias, Paris, Rivages, coll. « Rivages/Noir » no 200, 1994  (ISBN 2-86930-842-6)
- Sick Transit (1982) Le texte, inédit en anglais, a été publié en français en 1982 sous le titre Le Soleil qui s'éteint, traduit par Rosine Fitzgerald, Paris, Gallimard, coll. « Série noire » no 1902, 1982 ;
 réédition, Paris, Gallimard, coll. « Folio » no 2467, 1993  (ISBN 2-07-038722-4) ;
 réédition, Paris, Gallimard, coll. « Folio policier » no 58, 2000  (ISBN 2-07-040805-1)
- Nightmare In The Street (1988 ; Serpent's Tail, 2006) Publié en français sous le titre Cauchemar dans la rue, traduit par Jean-Paul Gratias, Rivages, coll. « Rivages/Thriller », 1988  (ISBN 2-86930-134-0) ; réédition, Paris, Rivages, coll. « Rivages/Noir » no 64, 1989  (ISBN 2-86930-221-5) ;
 adaptation en bande dessinée sous le même titre par David Sala, Paris, Casterman/Payot & Rivages, coll. « Rivages-Casterman-Noir », 2013  (ISBN 978-2-203-04641-2)
- Not Till the Red Fog Rises (Time Warner Books UK, 1994) Prix Mystère de la critique, meilleur roman étranger 1995 - Trophée 813 du meilleur roman étranger 1995 
Publié en français sous le titre Quand se lève le brouillard rouge, traduit par Jean-Paul Gratias, Paris, Rivages, coll. « Rivages/Thriller », 1994  (ISBN 2-86930-833-7) ; réédition, Paris, Rivages, coll. « Rivages/Noir » no 231, 1995  (ISBN 978-2-86930-998-2)

### Autobiographie
- The Hidden Files (1992) Publié en français sous le titre Mémoire vive, traduit par Jean Esch, Paris, Rivages, coll. « Écrits noirs », 1993  (ISBN 2-86930-694-6) ; réédition, Paris, Rivages, coll. « Rivages/Noir » no 374, 2000  (ISBN 2-7436-0710-6)

## Discographie
Dans un disque 33 tours intitulé Dora Suarez (Clawfist, 1993), Robin Cook lit des extraits du roman éponyme sur une musique de James Johnston et Terry Edwards (du groupe Gallon Drunk).

## Filmographie

### Documentaire
- 1991 : Passages au noir, film documentaire français réalisé par Agnès Bert (La Huit Production), documentaire dans lequel la cinéaste filme trois jours d'entretiens et de vie avec Robin Cook dans sa maison de l'Aveyron après la douloureuse expérience qu'il traversa en écrivant J'étais Dora Suarez.

### Adaptations cinématographiques
- 1985 : On ne meurt que deux fois, film français réalisé par Jacques Deray, dialogues de Michel Audiard, avec Michel Serrault et Charlotte Rampling
- 1986 : Les mois d'avril sont meurtriers, film français réalisé par Laurent Heynemann, scénario de Bertrand Tavernier, avec Jean-Pierre Marielle et Jean-Pierre Bisson